# Jean-Paul Praet
Jean-Paul Praet (8 november 1955) is een voormalige Belgische ultraloper. Hij werd Europees kampioen op de 100 km en meervoudig Belgisch kampioen op diverse afstanden. Ook verbeterde hij vermoedelijk in 1986 het wereldrecord op de 100 km en de 6 uur. Deze werden overigens nooit officieel erkend. Ook won hij achtmaal de De Nacht van Vlaanderen, een ultraloop over 100 km (1986, 1988-94).

## Loopbaan
In 1986 won Praet de Nacht van Vlaanderen in een onwaarschijnlijk geachte 6:03.51. Het parcours werd opgemeten door een landmeter en zijn gelopen tijd werd erkend door de V.W.J.L, de enige liga die op dat ogenblik de 100 km als loopafstand erkende. Toen naderhand de IAAF de 100 km wel erkende, werd de prestatie van Praet niet gehomologeerd omwille van het feit dat het parcours niet officieel opgemeten werd met een Jones Counter via een door de IAAF erkende opmeter. Later werd het parcours informeel opnieuw opgemeten volgens de vereiste methoden waaruit bleek dat de afstand minstens 1 km minder was dan 100 km.
Op de editie van 1989 kreeg Praet in de beginfase tegenstand van de Hongaar Ernő Kis-Király, die op jacht ging naar de bonus van 30.000 frank, die was uitgeloofd voor de eerste atleet die het halfwegpunt Middelkerke voorbijkwam. De Hongaarse mijnwerker veroverde deze bonus, welke voor hem gelijk was aan een heel jaarloon en liet zich hierna zakken in de wedstrijd. Jean-Paul Praet was ontketend en had op de finish meer dan 23 minuten voorsprong op een andere Hongaar Kovacs. Zijn tijd van 6:15.30 is echter ondanks de IAAF-opmeting opnieuw niet als wereldrecord erkend. Deze keer werd Praet aangewreven dat hij eerder dat jaar startte in een 100 km in Zuid-Afrika ten tijde van de sportboycot van dat land.
Op 12 september 1992 won Jean-Paul Praet de Run Winschoten, welke tevens gold als Europees kampioenschap 100 km. Met zijn tijd van 6:16.41 eindigde hij voor de Rus Konstantin Santalov (zilver; 6:28.45) en de Fransman Bruno Scelsi (brons; 6:42.40). Voor de derde keer werd echter een toptijd van Praet niet erkend. Eén en ander had tot gevolg dat voor de IAAF de Japanner Takahiro Sunada met 6:13.33, gelopen in 1998, als officiële wereldrecordhouder gold.

## Titels
- Europees kampioen 100 km - 1992
- Belgisch kampioen 50 km - 1986, 1989, 1991, 1993, 1994
- Belgisch kampioen 100 km - 1986, 1988, 1989, 1990, 1991, 1992, 1993, 1994
- Belgisch kampioen 50 Eng. mijl - 1991, 1992

## Persoonlijke records
| Onderdeel | Prestatie | Datum         | Plaats  |
| --------- | --------- | ------------- | ------- |
| marathon  | 2:25.41   | 18 maart 1989 | Londen  |
| 100 km    | 6:03.51   | 21 juni 1986  | Torhout |

## Palmares

### marathon
- 1984:  marathon van Grauw - 2:32.30
- 1985:  marathon van Saint Truiden - 2:25.54
- 1986:  marathon van Steinfurt - 2:26.14

### 50 km
- 1986:  Kluisbergen - 3:28.44
- 1989:  Kluisbergen - 3:09.00
- 1991:  Kluisbergen - 3:20.24
- 1993:  Kluisbergen - 3:15.12

### 100 km
- 1985:  100 km van Amiens - 6:35.51
- 1986:  Nacht van Vlaanderen - 6:03.51
- 1988:  Nacht van Vlaanderen - 6:26.46
- 1988:  100 km van Amiens - 6:30.41
- 1989:  Nacht van Vlaanderen - 6:15.30
- 1990:  Nacht van Vlaanderen - 6:35.36
- 1990:  100 km van Amiens - 6:34
- 1991:  Nacht van Vlaanderen - 6:33.51
- 1992:  Nacht van Vlaanderen - 6:24.46
- 1992:  EK (Run Winschoten) - 6:16.41
- 1992:  100 km van Amiens - 6:30.02
- 1993:  Nacht van Vlaanderen - 6:28.12
- 1994:  Nacht van Vlaanderen - 6:29.42

### 6 uurloop
- 1994:  Cebazat 6 Hours - 91.800 km